# Pedro Chirino
Pedro Chirino (1557, Osuna, Andalucía - 16 de septiembre de 1635, Manila, Filipinas) fue un sacerdote e historiador español que sirvió como misionero jesuita en Filipinas.  Es recordado por su obra Relación de las Islas Filipinas (1604),    una de las primeras obras escritas sobre Filipinas y su gente.
Pedro Chirino nació en 1557 en España. Licenciado en Derecho Civil y Canónico en Sevilla, ingresó en la Compañía de Jesús a los 23 años. Pronto fue designado para la misión en Filipinas, llegando al país en 1590 junto con Gómez Pérez Dasmariñas, el recién nombrado gobernador general de Filipinas.
Fue asignado por primera vez a Balayan antes de ser nombrado párroco de la ciudad de Taytay en 1591. Durante su mandato como párroco, transfirió la ubicación de la parroquia cd Taytay de su sitio original cerca de la Laguna de Bay a un área en la cima de una colina donde permanece hasta el día de hoy. También comenzó a sumergirse en el estudio del idioma tagalo y pudo predicar su homilía en tagalo por primera vez el 15 de agosto de 1591 con motivo del establecimiento de una misión jesuita en Antipolo. 
Chirino también fue a misiones en Tigbauan, donde estuvo desde febrero de 1593 hasta abril de 1595, y en Leyte, en junio de 1595. Fue en Tigbauan donde el padre Chirino estableció en 1593 lo que se convertiría en el primer internado jesuita de Filipinas.
En el curso de su labor misionera, el padre Chirino también documentó la transición de la escritura filipina de la escritura baybayin al alfabeto latino. Además, comenzó a escribir sus conocimientos de la historia de Filipinas, así como observaciones sobre la forma de vida de los filipinos en ese período. Cuando regresó a Europa en 1602 trabajó en la publicación de estos escritos en un libro titulado Relación de las Islas Filipinas. El libro se publicó en Roma en 1604.
En Europa, reforzó la misión jesuita en Filipinas, tanto en la corte real como en la pontificia. Gracias a sus gestiones logró obtener un decreto del Superior general de la Compañía de Jesús que elevó la misión filipina al estatus de viceprovincia, independiente de la provincia de México.
El padre Chirino regresó a Filipinas en 1606 y siguió escribiendo sobre las islas. Muchos de estos escritos aún no se han publicado.
Murió en 1635.